# ミチェル・ババトゥンデ
ミチェル・ババトゥンデ（Michael Babatunde、1992年12月24日 - ）は、ナイジェリアのサッカー選手。元ナイジェリア代表。ポジションはミッドフィールダー。

## 経歴
2013年にナイジェリア代表でデビュー、2014 FIFAワールドカップでも2試合に出場した。2016年までに通算11試合に出場した。

## 代表歴

### 出場大会
- ナイジェリア代表
  - 2014 FIFAワールドカップ

### 試合数
- 国際Aマッチ 11試合 0得点（2013年-2016年）[1]

| ナイジェリア代表 | 国際Aマッチ | 国際Aマッチ |
| 年               | 出場        | 得点        |
| ---------------- | ----------- | ----------- |
| 2013             | 2           | 0           |
| 2014             | 5           | 0           |
| 2015             | 2           | 0           |
| 2016             | 2           | 0           |
| 通算             | 11          | 0           |